# Кастр (Эна)
Кастр (фр. Castres) — коммуна во Франции, находится в регионе Пикардия. Департамент коммуны — Эна. Входит в состав кантона Сен-Кантен-3. Округ коммуны — Сен-Кантен.
Код INSEE коммуны — 02142.

## Население
Население коммуны на 2010 год составляло 231 человек.
| 1962 | 1968 | 1975 | 1982 | 1990 | 1999 | 2010 |
| ---- | ---- | ---- | ---- | ---- | ---- | ---- |
| 197  | 183  | 170  | 141  | 156  | 164  | 231  |

## Экономика
В 2010 году среди 149 человек трудоспособного возраста (15—64 лет) 114 были экономически активными, 35 — неактивными (показатель активности — 76,5 %, в 1999 году было 58,7 %). Из 114 активных жителей работали 104 человека (57 мужчин и 47 женщин), безработных было 10 (4 мужчины и 6 женщин). Среди 35 неактивных 11 человек были учениками или студентами, 17 — пенсионерами, 7 были неактивными по другим причинам.